# Haetera laddeya
Haetera laddeya är en fjärilsart som beskrevs av Brown 1942. Haetera laddeya ingår i släktet Haetera och familjen praktfjärilar. Inga underarter finns listade i Catalogue of Life.